# 中遠建築高等職業訓練校
中遠建築高等職業訓練校（ちゅうえんけんちくこうとうしょくぎょうくんれんこう）は、静岡県磐田市にある認定職業訓練による職業能力開発校。職業訓練法人中遠建築高等職業訓練協会が運営する。木造建築の大工の育成を目的とする。

## 所在地
静岡県磐田市西貝塚1377-1

## 公式サイト
- 中遠建築高等職業訓練校